# 陈忻 (北朝)
陈忻（？—566年），字永怡，宜阳郡（今河南省宜阳县、嵩县、洛宁县、新安县一带）人，北魏、西魏、北周官员。

## 生平
陈忻年少骁勇，有义气豪侠，容貌体态魁梧，同类人都敬畏他。永熙三年（534年），魏孝武帝西入关中，陈忻于是在辟恶山招集勇敢少年数十人，侵犯劫掠东魏，并且秘密派遣使者归附西魏。大统元年（535年），陈忻出任持节、伏波将军、羽林监、立义大都督，获赐爵霸城县男。大统三年（537年），宇文泰收复弘农，东魏阳州刺史段琛弃城逃走，陈忻率部众在九曲道截击段琛，杀伤很多，俘虏东魏新安县县令张祗。宇文泰嘉奖陈忻忠诚，命令陈忻代理新安县县令。等到独孤信攻入洛阳，陈忻与李延孙作为前锋，跟随独孤信守卫金墉城。河桥之战西魏军失利，陈忻随西魏大军西还，再次代理新安县县令。东魏派当地人牛道恒为阳州刺史，陈忻率兵击败牛道恒，因功晋爵为子。陈忻经常随同崤山以东的将军们镇守伊、洛地区，每次作战立有功绩。大统九年（543年），陈忻与李远迎接东魏虎牢关镇将高仲密，又参与邙山之战。西魏大军返回时，陈忻又与韩雄依靠山势会师，攻破东魏三城，斩杀东魏金门郡太守方台洛，因功增加食邑六百户，不久代理宜阳郡太守。后来东魏又派遣刘盆生为金门郡太守，陈忻又斩杀了刘盆生，出任镇远将军、魏郡太守，很快出任使持节、平东将军、显州刺史。宇文泰因陈忻威震敌境，仍然留陈忻防守边境，不必赴州上任。大统十年（544年），东魏将领侯景修建九曲城，陈忻率军袭击，俘虏东魏宜阳郡太守赵嵩和金门郡太守乐敬宾。大统十三年（547年），陈忻随李远平定九曲城，加帅都督。东魏将领可朱浑愿率领三千精锐骑兵扑向宜阳，陈忻与各位将军出兵截击，可朱浑愿退走。大统十五年（549年），陈忻出任宜阳郡太守，加大都督、抚军将军。大统十六年（550年），陈忻升任车骑大将军、仪同三司、散骑常侍，与北齐将领东方老在石泉城交战，击败了东方老，俘虏很多人。之前东魏每年运粮到宜阳，陈忻总是与西魏各军拦截，经常有很多缴获。
西魏恭帝元年（554年），陈忻和开府斛斯琏与北齐将领段韶在九曲城交战，大破齐军。西魏恭帝二年（555年），陈忻进骠骑大将军、开府仪同三司，加侍中、宜阳邑大中正，获赐姓尉迟氏。宇文泰因陈忻屡立战功，赠其祖父陈昆齐州刺史，父亲陈兴孙徐州刺史，都加仪同三司。东魏洛州刺史独孤永业素有智谋，往来边境狡诈莫测。陈忻与韩雄等人多次派间谍观察独孤永业的动静，齐军每次来袭，陈忻与韩雄都击败他们。因此独孤永业非常畏惧陈忻，不敢偷袭西魏边境。
周孝闵帝宇文觉登基后，征召陈忻回入朝，陈忻进爵为伯，不久又进为许昌县公，增加食邑一千户。武成元年（559年），陈忻出任熊州刺史，增加食邑总计两千六百户。陈忻与开府敕勒庆击败北齐将领王鸾嵩，又与柱国陆通收复石泉城。天和元年（566年），陈忻在任内去世。
陈忻与韩雄同乡，二人又是姻亲，从小相识亲近，二人在边境上统帅士兵三十多年，每遇征战，二人互相奔赴战斗，如影随形，所以多次面对劲敌，都能常保功名。二人虽然都有勇气力量，但论弯弓射箭，陈忻不如韩雄，论轻财好施、能够得到士卒的人心，韩雄不如陈忻。陈忻去世当天，受过陈忻恩惠的将军和官吏，无不感伤哀痛。陈忻的儿子陈万敌继承爵位，朝廷认为陈忻很得人心，还命令陈万敌统领陈忻的部曲。